# 1242 км (зупинний пункт)
1242 кіломе́тр — пасажирський залізничний зупинний пункт Одеської дирекції Одеської залізниці на лінії Колосівка — Чорноморська.
Розташований поблизу села Вишневе, Лиманський район, Одеської області між станціями Раухівка (15 км) та Сербка (5 км).
Станом на початок 2018 р. на платформі не зупиняються приміські поїзди.